# Torre de na Joana

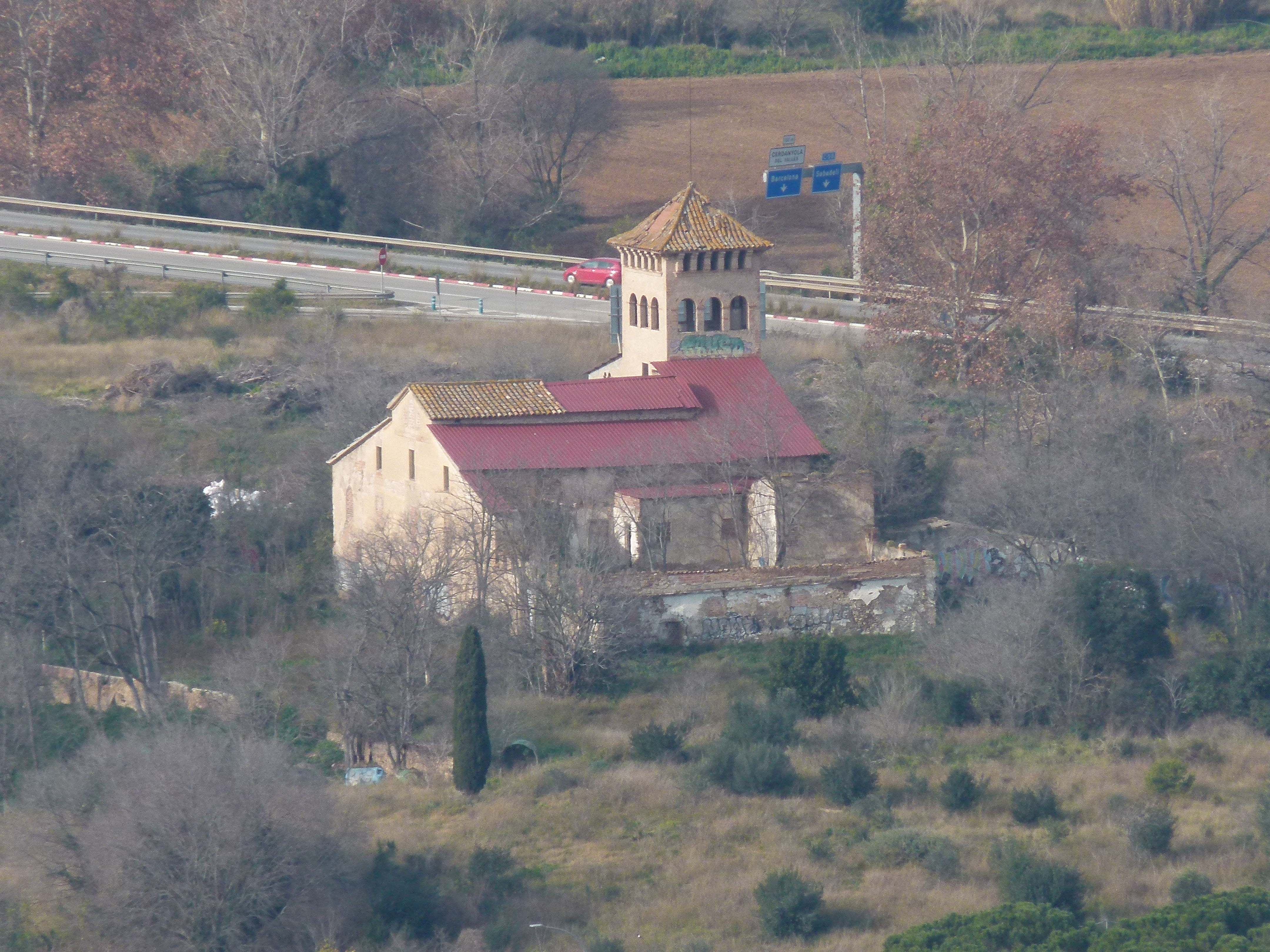
La torre de na Joana el 2025

La Torre de na Joana, també coneguda popularment per Torre Bombita, és un edifici al terme municipal de Montcada i Reixac (Vallès Occidental) inclòs a l'Inventari del Patrimoni Arquitectònic de Catalunya.
Sembla que antigament va haver-hi a l'emplaçament una torre de guaita romana. Després, en temps de la conquesta franca per Erill (un dels Nou Barons de la Fama), tot aquest Pla de Molçosa s'anomenà Erilia amb l'assentament d'Erill.
Fou fraga i molí d'un casal. És una masia de gran extensió de terrenys. Concretament, amb el bastiment de finals de segle, adquirí terrenys de muntanya i pla. La família Regordosa, propietària de la finca, esdevingué una de les famílies més anomenades per tenir una de les finques més grans de la contrada, fent necessari aixecar cases rurals subsidiàries per a conrear els terrenys. Aquestes cases rurals foren adjudicades als homes de confiança de la casa.
A principis del segle xx (1905), l'hereva de la casa Maria Regordosa i Jover començà a festejar amb el torero Ricardo Torres Reina, conegut per Bombita, amb qui finalment es casà el 1919, i s'hi van introduir alguns canvis d'orientació en l'ús dels terrenys: dels cereals es passà als arbres fruiters i una part de la finca es volgué dedicar a la cria de braus, però no reeixí.

## Arquitectura
La Torre de Na Joana forma un conjunt força suggeridora pel que fa al seu repartiment de cossos. Abans de travessar el portal de la tanca s'ha de passar per l'era, encara avui molt ben conservada en el seu enrajolat. Després segueix una primera porxada d'arc rodó amb teuladeta a dues vessants que condueix a un primer pati davant la façana principal. Des d'aquest primer pati, i seguint la línia de la façana, s'origina una segona tanca que, en aquest cas, té un resseguit superior amb merlets i rodeja un segon pati al qual s'hi accedeix per una portalada rectangular d'arc rebaixat de maó i teuladeta a dues vessants.
A la part posterior de la casa s'obre un altre pati més enjardinat que data de l'època de la remodelació de finals del segle xix i que també tenia la seva portalada d'accés (on es troba l'escut comentat). Sembla que el jardí tenia fins i tot una pista tennis.
La façana principal presenta una tipologia de caràcter basilical, però no amb una incidència tant normal del cos sobresortit respecte als laterals. La disposició dels seus elements, malgrat les reformes, conserva una distribució harmònica de portes i finestres, tot i que són de diferent mida i tipologia; concretament, pel que fa a les finestres hi ha algunes que han estat adaptades per a ser balcons.
L'edifici té una planta baixa, dos pisos i golfes. A la planta baixa hi ha portes d'entrada de forma rectangular. Al primer pis hi ha dues balconades (segurament adaptacions de sengles finestres), una té la barana de ferro i l'altra de pedra treballada. Les altres obertures són finestres senzilles de forma rectangular amb ampit igual que al segon pis però una mica més senzilles en aquest.
En el cos sobresortit, sota de la teulada hi ha tres obertures, la del mig més alta i corresponen a les golfes. El ràfec que protegeix la façana no és de teules sinó d'una motllura llisa en voladís en forma de llavi. El parament presenta restes d'arrebossat amb trams on es deixen veure les pedres primigènies amb alguns rebliments de forats amb maó. La façana posterior sembla menys conservada i s'hi conserven finestres quadrades i rectangulars amb incidències d'aire goticista, així com una balconada porxada.
A partir de la teulada s'aixeca una torratxa (torre mirador) de tipologia quadrada. En un primer registre, presenta una galeria oberta per tres arcades de finestres d'arc de mig punt a cadascuna de les cares. Sota la teulada, formada per quatre tremujals, hi ha una altra galeria oberta amb pilars-permòdols com a sosteniment de la volada de la coberta.
Actualment, la propietat presenta un deplorable estat de conservació.